# 杉浦芳夫
杉浦 芳夫（すぎうら よしお、1950年(昭和25年) - ）は、日本の地理学者。首都大学東京教授。
愛知県生まれ。1973年名古屋大学文学部史学科卒、78年同大学院文学研究科博士課程満期退学、東京都立大学 (1949-2011)理学部助手、83年助教授、91年教授、2002年首都大学東京都市環境学部教授。1986年「イノベーションの空間的拡散」で都立大学理学博士。

## 著書
- 『地理学講座 第5巻 立地と空間的行動』古今書院、1989
- 『文学のなかの地理空間 東京とその近傍』古今書院、1992

### 共著
- 『パソコンによる数理地理学演習』野上道男共著 古今書院、1986
- 『文学・人・地域 越境する地理学』編 古今書院、1995
- 『二〇世紀の地理学者』竹内啓一共編 古今書院、2001
- 『地理空間分析』編 朝倉書店 シリーズ<人文地理学>、2003
- 『空間の経済地理』編 朝倉書店 シリーズ<人文地理学>、2004
- 『人文地理学』小林茂共編著 放送大学教育振興会、2004
- 『地域環境の地理学』編著 朝倉書店、2012 ISBN 978-4-254-16350-6

### 翻訳
- ピーター・グールド、フォレスト・ピッツ編『地理学の声 アメリカ地理学者の自伝エッセイ集』監訳 古今書院 2008